# Enno 3. af Østfrisland
Enno 3. af huset Cirksena (30. september 1563 i Aurich - 19. august 1625 i Leerort), søn af Edzard 2. og Katarina af Sverige, var fra 1599 til sin død greve af Østfrisland. Han siges at have været den sidste greve af Østfrisland som kunne tale frisisk.
Han giftede sig først med Walburga af Rietberg, som han fik to døttre med: Sabina Katharina og Agnes. Efter, at Walburga var død, (muligvis forgiftet), giftede han sig igen med Anna af Slesvig-Holsten-Gottorp, og de fik fem børn, blandt andre Anna Maria og de senere grever af Østfrisland Rudolf Kristian og Ulrik.
Ennos forhold til stænderne og byen Emden begyndte godt, men da han hævede skatterne, henvendte Emden sig til Nederlandene for at forsvare sine rettigheder. Enno belejrede byen i 1602, men i foråret 1603 måtte han gå med til, at der var en hollandsk garnison i byen. Nederlandene fik i 1611 også en garnison i fæstningen Leerort. Østfrisland var blevet en lydstat under Nederlandene. Enno ville tilslutte sig til Republikken, men de østfrisiske stænder var imod.
Under 30-årskrigen anvendte Nederlandene grevskabet som vinterkvarter. I 1622 kom Ernst von Mansfeld med sine tropper uden, at Enno kunne gøre ret meget ved det.